# Black Eyed Peas
Black Eyed Peas (também conhecido como The Black Eyed Peas) é um grupo musical estadunidense formado em 1992. Atualmente é composto pelos rappers will.i.am, apl.de.ap e Taboo. A cantora Fergie foi integrante durante o auge de popularidade da banda, na década de 2000, e o deixou em 2018. O conjunto vendeu cerca de 80 milhões de gravações, tornando-se um dos atos musicais que mais venderam de todos os tempos, e a Billboard os listaram em 12.º lugar na lista de Artistas da Década de 2000 e em 7.º entre os atos mais bem sucedidos na tabela Billboard Hot 100 no mesmo período.
Originalmente formados como um trio de hip hop alternativo, eles assinaram com a Interscope Records para lançar dois álbuns — Behind the Front (1998) e Bridging the Gap (2000) —, antes de se rebatizarem como um ato de pop-rap mais comercializável; seu terceiro disco, Elephunk (2003), rendeu o avanço comercial ao grupo. Seu primeiro single, "Where Is the Love?" (com Justin Timberlake), alcançou o topo das paradas musicais em 13 países, incluindo o Reino Unido, onde passou sete semanas no posto e se tornou a canção mais adquirida do país naquele ano. Seu quarto álbum, Monkey Business (2005), alcançou o número dois na Billboard 200.
O quinto disco do grupo, The E.N.D. (2009), rendeu seu maior sucesso comercial; alcançou o topo da Billboard 200 e gerou três músicas em primeiro lugar na Billboard Hot 100: "Imma Be", "Boom Boom Pow" e "I Gotta Feeling". Por uma semana, as duas últimas músicas fizeram do grupo um dos 11 artistas musicais a ter simultaneamente mantido as duas primeiras posições na tabela, onde permaneceram por um recorde de 26 semanas consecutivas. Na 52.ª cerimônia do Grammy Awards, o grupo ganhou três prêmios de seis indicações. Seu sexto álbum, The Beginning (2010), foi lançado no ano seguinte e gerou os singles "The Time (Dirty Bit)" e "Just Can't Get Enough", que chegaram ao cinco primeiros lugares da Billboard Hot 100. 
Em 2011, o Black Eyes Peas anunciou que entraria em hiato por tempo indeterminado para se dedicar a outras atividades, reunindo-se brevemente em 2015. A saída de Fergie do grupo foi anunciada em 2018, e J. Rey Soul passou a substitui-la em turnês naquele mesmo ano. Soul também apareceu como artista convidada em faixas selecionadas do sétimo álbum da banda, Masters of the Sun Vol. 1 (2018), que fracassou nas paradas. Em seguida, lançaram mais dois registros Translation (2020) e Elevation (2022), que se aprofundaram no reggaeton e em influências latinas.

## Carreira[7]

### 1998-2000: Bridging the Gap
Em 1988, quando estudantes da oitava série William Adams, will.i.am, e Allan Pineda, apl.de.ap, reuniram-se e começaram a cantar e tocar juntos em Los Angeles. A dupla assinou contrato com a Ruthless Records, em 1992, chamando a atenção de Eazy-E, Rapper e Fundador da Ruthless. Juntamente com outro amigo deles, Dante Santiago, eles chamaram o grupo de Atban Klann. Will 1X, Apl.de.ap, Mookie Mook, DJ motiv8 aka e Dante Santiago formavam o Atban Klann. Seu álbum de estreia, Grass Roots, nunca foi lançado porque Eazy-E, vinha a falecer.
Depois da morte de Eazy-E em 1995, o Atban Klann reformou e mudou seu nome para "Black Eyed Pods", e só depois, para "The Black Eyed Peas". Dante Santiago foi substituído por Jaime Gomez, Taboo, e Kim Hill foi adicionada no grupo. Ao contrário de muitos grupos de hip-hop, eles optaram por tocar com uma banda ao vivo e adotou um estilo musical e de vestuário que diferiam muito de um grupo de rap. Depois de ter assinado com a Interscope Records e lançando seu álbum de estreia, Behind the Front em 1998 o grupo, e sua banda que a acompanha ao vivo, ganhou aclamação da crítica. Um dos singles do álbum foi "Joints & Jam", que foi destaque na trilha sonora de Bulworth. Seu segundo álbum foi Bridging the Gap lançado em 2000, que teve o hit "Request+Line", com Macy Gray.

### 2001-2004:Elephunk

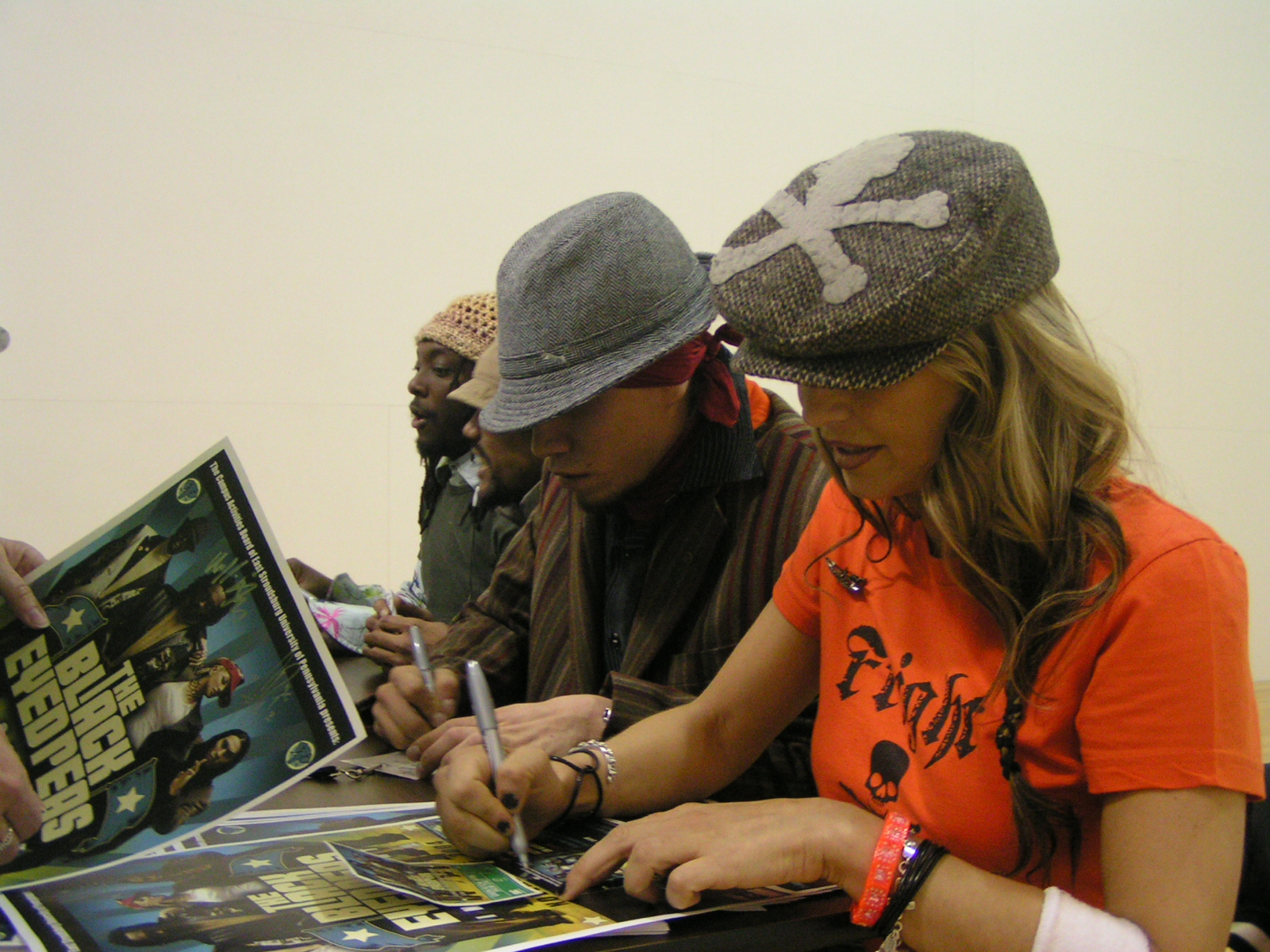
Black Eyed Peas em tarde de autógrafos.

Seu terceiro álbum, Elephunk, começou a ser elaborado em 2 de novembro de 2001, mas foi lançado apenas em 2003. Esse foi o primeiro álbum do grupo com os vocais de Fergie, substituindo Kim Hill. Originalmente, Nicole Scherzinger foi convidada para entrar no The Black Eyed Peas. Ela foi forçada a desistir pois seu namorado Nick havia dito não na época e naquele mesmo ano Eden's Crush já haviam se separado. Dante Santiago apresentou will.i.am à Fergie, que entrou no grupo em 2003.
Do Elephunk veio "Where is the Love?", que se tornou o maior sucesso da carreira do Black Eyed Peas, chegando ao número 8 na Billboard Hot 100, chegou ao topo das paradas em vários outros países, incluindo 6 semanas como número 1 no Reino Unido, onde se tornou o single mais vendido de 2003. O single teve similar resultado na Austrália, ficando no número 1 por seis semanas também. Em uma entrevista para o site TalkofFame.com, Taboo revelou que o rompimento de Justin Timberlake com Britney Spears impactou na gravação de  "Where Is The Love?".
O álbum lançou ainda "Shut Up", que chegou a ser número 2 no Reino Unido e em vários países e ganhou Platina e Ouro nos Estados Unidos, Reino Unido, Alemanha e outros países da Europa.
O terceiro single do álbum foi "Hey Mama" que entrou para o Top 5 na Austrália e Top 10 no Reino Unido, Alemanha e outros países da Europa e 23 nos Estados Unidos. Ganhou mais exposição depois de aparecer em comercial do iPod.
Em 2004, o The Black Eyed Peas começou a The Elephunk Tour, indo para muitos países.

### 2005-2006: Monkey Business

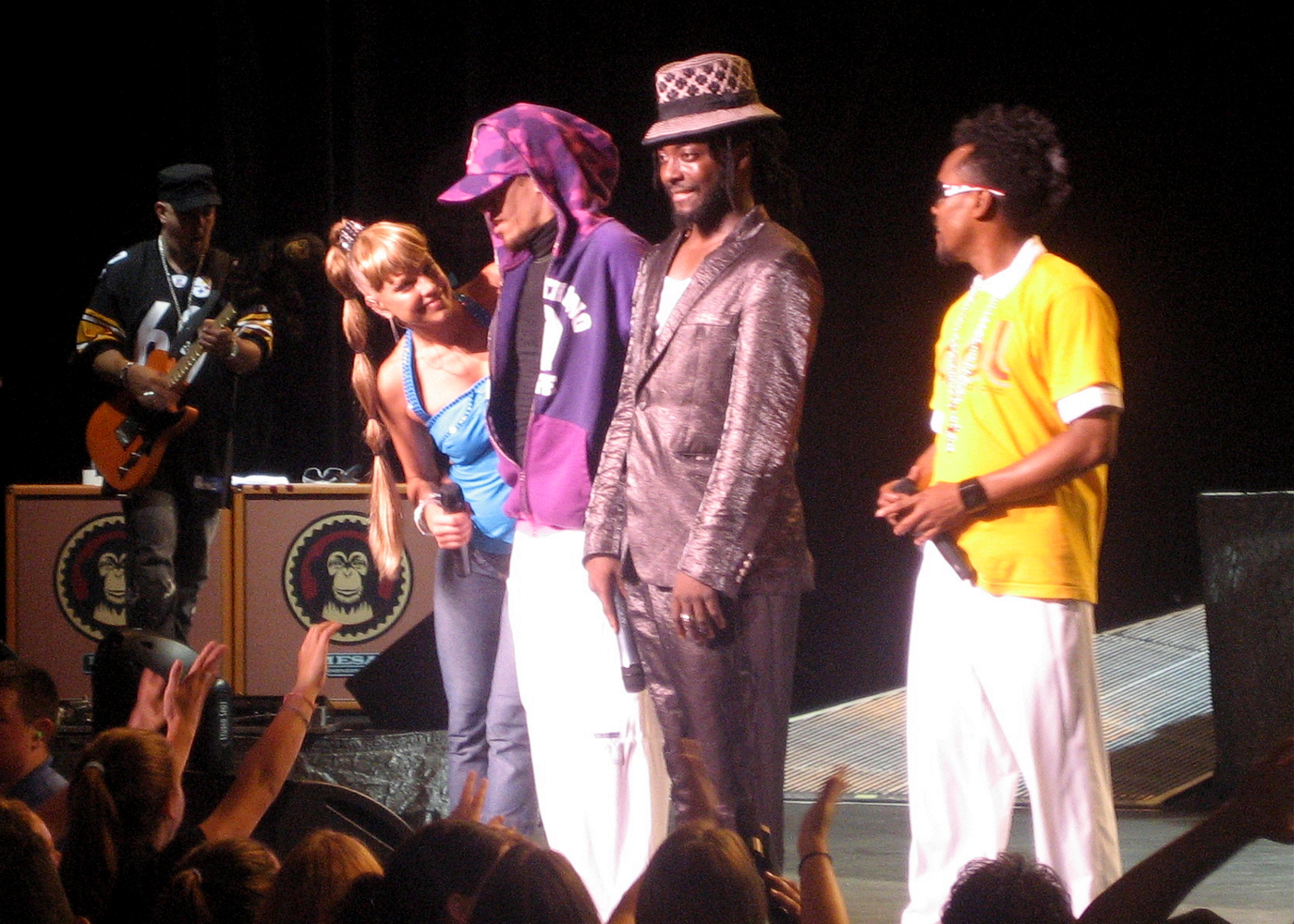
The Black Eyed Peas cantando em 24 Agosto de 2006.

Seu álbum seguinte foi lançado em 7 de junho de 2005. Mas a pré-produção e composição das músicas foram feitas no John Lennon Educational Tour Bus enquanto o Black Eyed Peas estava em turnê em 2004. O primeiro single do álbum, "Don't Phunk with My Heart", foi um hit nos E.U.A, chegando a número 3 na U.S. Hot 100. Foram indicados para o Grammy como "Best Rap Performance by a Duo or Group". A música ficou em 3º lugar no Reino Unido, em 5º no Canadá e ficou em 1º lugar na Austrália. "Don't Lie", o segundo single álbum, alcançou a posição 14ª na Billboard Hot 100, entretanto teve maior sucesso no Reino Unido e Austrália, chegando a 6ª posição no Top 10 em ambos os países. "My Humps", outra canção do álbum que ganhou grande sucesso, apesar das letras sexualmente sugestivas, chegando à 3ª posição na U.S. Hot 100 e número 1 Austrália. O álbum estreou na 2ª posição da Billboard 200, vendendo mais de 295 000 copias na primeira semana e foi certificado como tripla Platina. Seu próximo e último single commercial foi "Pump It", com samples de "Misirlou", de Dick Dale, que alcançou o topo de várias paradas no mundo.
Mesmo sendo um álbum de hip-hop, Monkey Business conta com alguns solos de violão tocados por Jack Johnson em "Gone Going".
Em setembro de 2005, The Black Eyed Peas lançou o iTunes Originals playlist com seus maiores hits, algumas músicas foram re-gravadas especialmente para o iTunes. A playlist inclui músicas como "Don't Lie", "Shut Up", e uma nova versão de "Where Is the Love?" Contém ainda pequenas histórias, informações e comentários sobre as músicas do grupo e como se conheceram.
Em 27 de novembro de 2005, The Black Eyed Peas cantou no intervalo da Liga de Futebol Canadense em Vancouver, Columbia Britânica.
Em 2005, The Black Eyed Peas saiu em turnê com Gwen Stefani, fazendo seus shows de abertura. Em dezembro de 2005, eles entraram em uma turnê europeia.
A parte europeia da turnê começou em Tel Aviv, Israel, passando por Irlanda, Reino Unido, Itália e Alemanha.
Depois de passar pela Europa e Ásia, foram para os EUA e América do Sul e realizaram uma série na Internet chamada "Instant Def", interpretando um grupo de super-heróis hip-hop.
Em 31 de dezembro de 2006, Black Eyed Peas fizeram seu último show da The Monkey Business Tour, em Ipanema no Rio de Janeiro, para mais de 1 milhão de pessoas, se tornado seu maior público. Black Eyed Peas cantou no Live Earth em 7 de julho de 2007 no Wembley Stadium, Londres. will.i.am cantou sua música, "Help Us Out" que agora se chama "S.O.S. (Mother Nature)", do álbum, Songs About Girls.
Cantaram também no Summer Sonic Festival em Tokyo, Japão em 11 de agosto 11, e Osaka, Japão em 12 de agosto de 2007. A apresentação contou com Fergie cantando seus sucessos do The Dutchess. will.i.am cantou músicas de se álbum solo também. Em 10 de dezembro de 2005, os Peas fizeram um cover de John Lennon, a clássica "Power to the People", A canção foi mais tarde lançada no álbum de tributo à John Lennon em 2007 Instant Karma: The Amnesty International Campaign to Save Darfur. No mesmo dia o Black Eyed Peas fez uma versão ao vivo da música com participação de John Legend e Mary J. Blige.
Em 21 de março de 2006, The Black Eyed Peas lançou um álbum de remixes chamado Renegotiations: The Remixes para o iTunes. Contava com versões remixadas de "Ba Bump", "My Style", "Feel It", "Disco Club", "They Don't Want Music", "Audio Delite at Low Fidelity", e o videoclipe da canção "Like That". Na semana seguinte, foi lançada um cd sem o videoclipe de Like That.
Depois de produzir os álbuns dos Peas, will.i.am começou sua carreira solo produzindo e colaborando com Michael Jackson, U2, Sérgio Mendes, Carlos Santana, Too Short, Kelis, Cheryl Cole, John Legend, RBD, Nelly Furtado, Justin Timberlake, Nas e Bone Thugs and Harmony.
Em março de 2006, The Black Eyed Peas começou a Honda Civic Tour com Flipsyde e The Pussycat Dolls como shows de abertura. Eles novamente usaram o John Lennon Educational Tour Bus na turnê para produzir novas músicas para o álbum solo de Fergie.
Em 2007, The Black Eyed Peas começou a Black Blue & You Tour visitando mais de 20 países, incluindo Macau, Suécia, Polónia, Roménia, Hungria, África do Sul, Coreia do Sul, Malásia, Índia, Indonésia, Israel, Singapura, China, Rússia, Cazaquistão, Austrália, Nigéria, México, Tailândia, Venezuela, Guatemala, Nicarágua, Costa Rica, Argentina, Filipinas, El Salvador e Brasil. Essa turnê foi patrocinada pela Pepsi.

### 2007: Carreiras solo
Fergie entrou em carreira solo com o seu album The Dutchess. O álbum vendeu 7,5 milhões de cópias no mundo e todos os singles lançados estiveram entre as cinco primeiras posições da Billboard Hot 100. London Bridge, Glamorous e Big Girls Don't Cry chegaram, respectivamente, ao primeiro lugar. Enquanto Fergalicious chegou até a segunda colocação e Clumsy alcançou a quinta. Mas os bons resultados não ficaram restritos às paradas musicais americanas, os “hits” do primeiro álbum de Fergie alcançaram o topo de várias paradas musicais pelo mundo. A cantora lançou seu álbum o tão aguardado Double Dutchess lançado no dia 22 de setembro de 2017 com participações de Nicki Minaj,Rick Ross e o seu filho Axl Jack Duhamel.

will.i.am lançou um álbum em 2007, foi intitulado Songs About Girls e teve três singles: I Got It From My Mama, Heartbreaker, e One More Chance. O álbum não obteve bons resultados tanto nas vendas quanto nas paradas musicais. Em carreia solo o rapper já produziu para vários artistas, incluindo Michael Jackson, Rihanna, Usher, Cheryl Cole, U2, Nicki Minaj, Britney Spears, e outros.
Apl.de.Ap está produzindo um álbum solo com a ajuda dos outros membros do Black Eyed Peas. Até agora já lançou três singles: Take Me To The Philipines, Mama Filipina e U Can Dream; este último contém o nome do próprio álbum.
Taboo também está planejando um álbum solo homônimo, mas até agora só há um single: You Girl.

### 2008-2010:The E.N.D.eThe E.N.D. World Tour

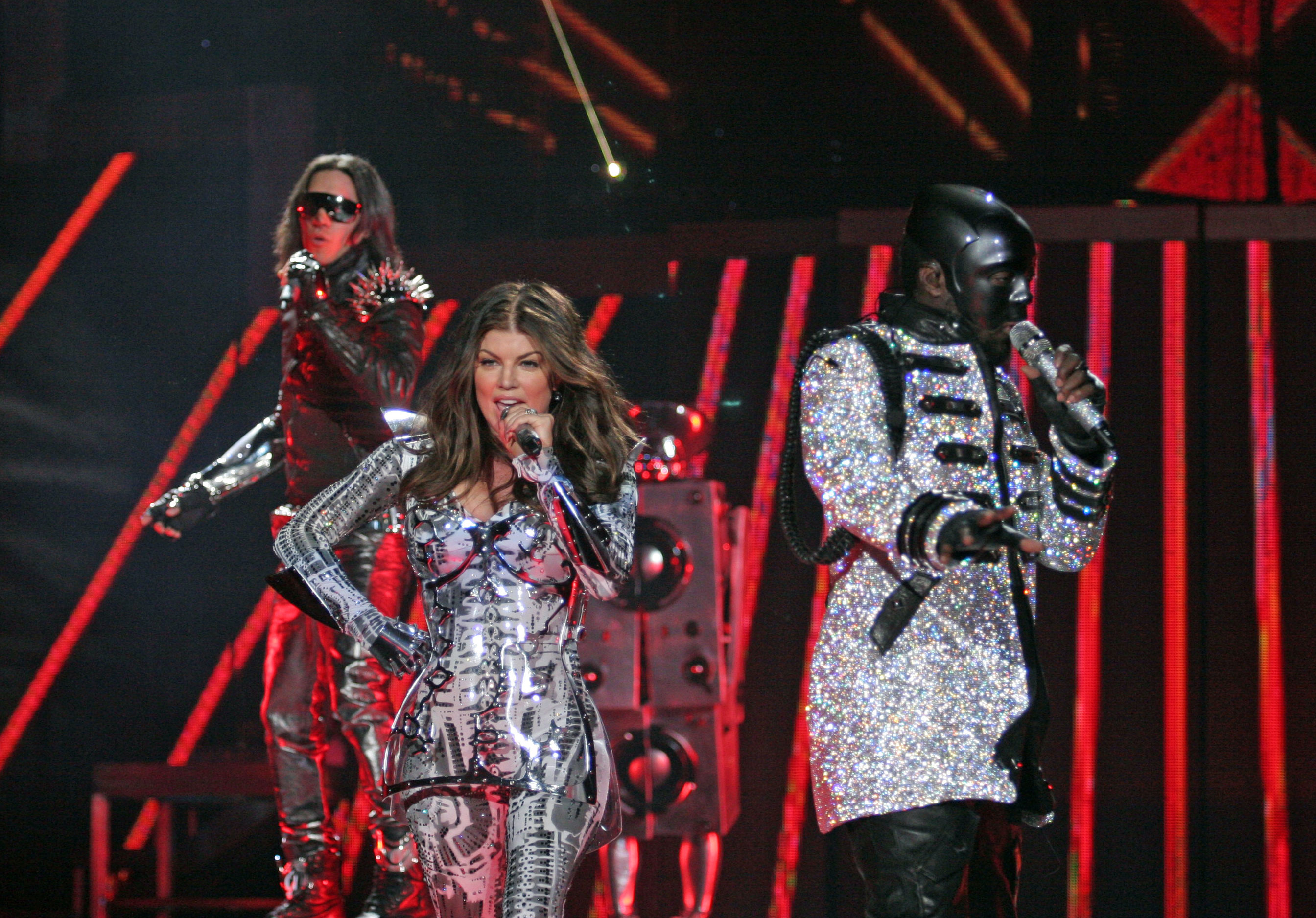
Black Eyed Peas na turnê The E.N.D. na Arena O2.

O quinto álbum do grupo, The E.N.D. ("The Energy Never Dies"), foi lançado em 9 de junho e de 2009. "Boom Boom Pow" foi lançado nas radios Americanas em 10 de março de 2009 e foi lançada em 30 de março de 2009 no iTunes. Se tornou a primeira música desse álbum a chegar ao topo, onde ficou por 12 semanas, no topo da Billboard Hot 100, chegando ao número 1 de quase todas as paradas do planeta. O álbum tem uma batida mais voltada para o electro-hop. O álbum chegou à 1ª posição na Billboard 200 em 27 de junho de 2009, vendendo 304 mil cópias.
O primeiro promo single, "Imma Be", foi lançado para download no iTunes em 19 de maio nos EUA, entrando na posição 50ª da Billboard Hot 100 em 6 de junho de 2009.
Taboo disse à revista iProng que The E.N.D. pode ser o último CD do "BEP" a ser lançado na forma física, em favor ao lançamento digital de álbuns no futuro.
O segundo promo single "Alive" foi lançado para download em 26 de maio via Sendle.com.
Após o lançamento de The E.N.D., The Black Eyed Peas lançou "I Gotta Feeling, produzida por David Guetta e will.i.am, como o segundo single do álbum. "I Gotta Feeling" chegou ao topo da U.S. iTunes chart substituindo "Boom Boom Pow" que caiu para a 2ª posição. Chegou a 3ª e depois à 2ª posição na Inglaterra. Estreou como número 2 na Hot 100 atrás de "Boom Boom Pow" e depois a ultrapassou chegando à 1ª posição. The Black Eyed Peas entrou para o grupo de artistas que teve mais músicas na 1ª e 2ª posição da Hot 100 simultaneamente. O grupo esteve no topo dos chartes por 26 semanas, mais semanas consecutivas do que qualquer outro grupo.
Após o lançamento, will.i.am comentou que o álbum foi inspirado por uma viagem à Austrália, especificamente pela música do The Presets My People. "A energia no pequeno palco do The Presets era louca. Aquela música, My People, aquilo era selvagem." will.i.am disse.
Em 8 de setembro de 2009, o grupo cantou ao vivo no "Oprah Winfrey's 24th Season Kickoff Party", na Michigan Avenue em Chicago. Se estima que 21 mil dançarinos fizeram o flash mob para "I Gotta Feeling". Em setembro de 2009, o grupo embarcou na The END World Tour, com datas anunciadas no Japão, Austrália e Nova Zelândia. A turnê continuará em 2010, passando por vários países de todos os continentes. Em 30 de julho foi anunciado mais um record de IGF, dessa fez foi o recorde de primeira música a passar da marca de 6 milhões de downloads digitais apenas nos estados unidos, vale lembrar que antes a música já havia batido o record de mais baixada nos EUA com mais de 5 milhões de downloads digitais.
Lançada para download em 2 de junho, "Meet Me Halfway" foi anunciado como o terceiro single do álbum. O vídeo estreou no iTunes em 13 de outubro. O single alcançou o número 1 no Reino Unido e Austrália, tornando-se o terceiro, no Top 10 do The END em ambos os países. Chegou também à 7ª posição da Billboard Hot 100, tornando-se o terceiro Top 10 do álbum.
O grupo cantou no American Music Awards de 2009 as músicas Meet Me Halfway e Boom Boom Pow. Nesse mesmo dia, o grupo ganhou 2 das 3 categorias em que concorria: Favorite Rock/Pop Group e Favorite R&B/Soul Group. Perderam a última categoria Best R&B/Soul Album (The E.N.D), para Michael Jackson.

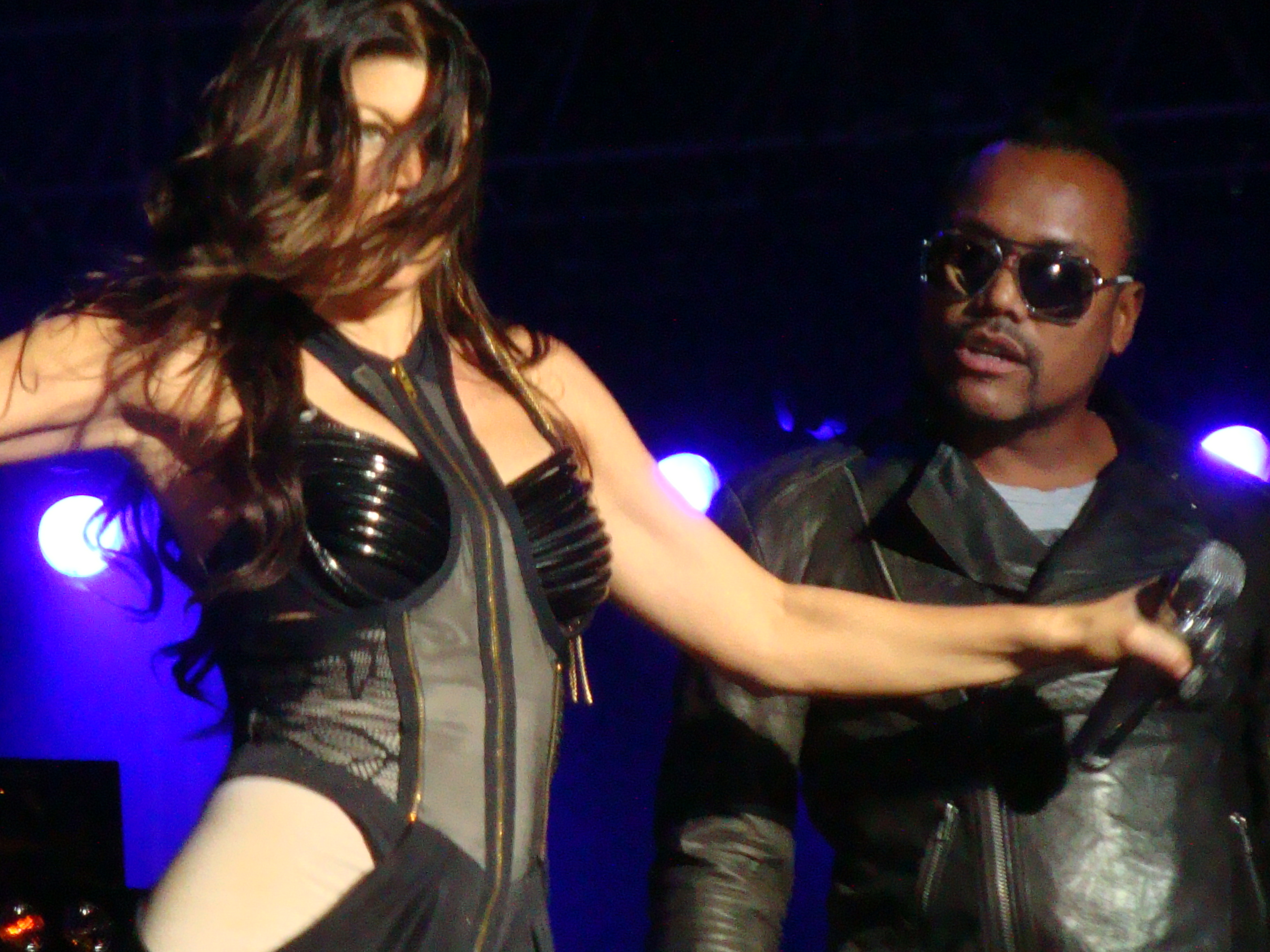
Fergie e apl de performance em Lisboa.

William anunciou que seria Missing You o quarto single do grupo, mas alguns dias depois foi confirmado que Imma Be seria o quarto single. Durante o lançamento promocional, a canção chegou a posição 50 na Hot 100. Foi oficialmente lançada em 15 de dezembro de 2009 e rapidamente chegou ao topo da Hot 100. Rock That Body foi escolhido como quarto single para Inglaterra, Canada e Austrália e será o quinto single para os EUA.
The Black Eyed Peas começou 2010 cantando Rock That Body, Imma Be, Boom Boom Pow e outras músicas do The E.N.D no New Year's Eve o que alavancou os downloads das músicas. Cantaram também no Grammy 2010 um mash-up de Imma Be/I Gotta Feeling. Na mesma noite, eles ganharam 3 das 6 categorias em que concorriam Best Pop Vocal Album for The E.N.D, Best Pop Vocal Performance by a Group for I Gotta Feeling e Best Short Form Video for Boom Boom Pow. Em fevereiro de 2010 Imma Be tornou-se o quarto single Top 10 e o 3º primeiro lugar da era THE E.N.D na Billboard Hot 100.
Em 15 de setembro de 2009, o grupo iniciou a The E.N.D. World Tour uma turnê completamente diferente de todas as já feitas por eles, com muitos elementos visuais e especiais, vários telões espalhados pelos palcos, figurinos futuristas e 50 toneladas de aparelhagem. O palco demorava alguns dias para ser montado, e era desmontado imediatamente após o término do show. Houve  apresentações na Ásia, Oceania, Europa, América do Norte, e América do Sul, sendo que novamente o grupo voltou ao Brasil e se apresentou em 9 cidades. Na América do Sul o palco foi remodelado, sendo que o novo palco proporcionou aos fãs muito mais proximidade. Além disso, na América do Sul os shows foram gravados em 3D, e vão dar origem ao Blu-ray da turnê, como anunciado por Fergie em algumas performances; porém, o único show transmitido em 3D pelo grupo, foi realizado na Times Square, em Nova York, para a campanha de promoção da inovadora tecnologia de televisão a 3D da marca Samsung. O concerto do grupo The Black Eyed Peas, junta-se assim à gama de conteúdos 3D que a Samsung disponibilizou.

### 2010-2011:The Beginning,The Beginning World Toure Segunda pausa

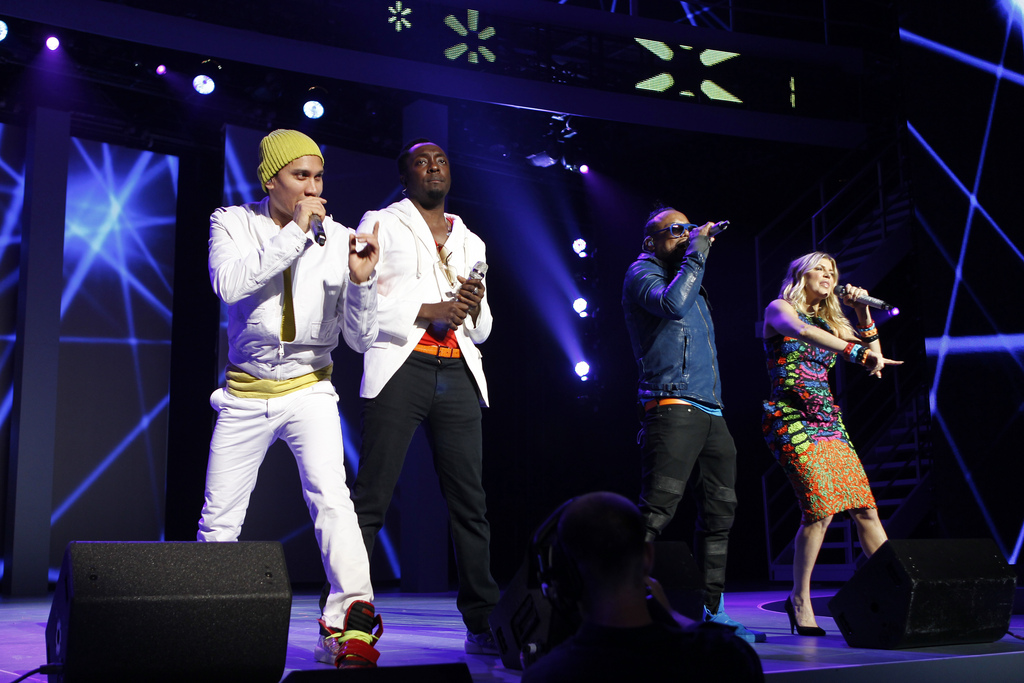
Black Eyed Peas durante uma performance no Walmart

Em 6 de junho de 2010, a banda confirmou que eles estavam trabalhando em um novo álbum em uma entrevista para The Big Issue. O álbum foi descrito como uma "seqüela" de The E.N.D. will.i.am anunciou que o novo álbum "simboliza o crescimento, novos começos e começa uma nova perspectiva", e que seria intitulado The Beginning. O álbum foi lançado em 30 de novembro de 2010 e recebeu críticas mistas.  O primeiro single do álbum se chama  "The Time (Dirty Bit)", e foi lançado  em 20 de outubro de 2010 através do Twitter de will.i.am. O videoclipe foi dirigido por Rich Lee, que já havia dirigido o clipe de "Imma Be, Rocking That Body"
O grupo também afirmou na entrevista o grande problema que eles estão tendo em um filme em 3D dirigido por James Cameron . O filme seria um documentário com ficção inserida nele. O grupo também se apresentou no show do intervalo do Super Bowl XLV, no Cowboys Stadium, em 6 de fevereiro de 2011, um dos eventos mais vistos em todo o mundo.
Em 5 de dezembro, eles apareceram na sétima temporada do ‘‘The X Factor’’ no Reino Unido, cantando "The Time (Dirty Bit)".
A música "Just Can't Get Enough", foi confirmada como o segundo single no blackeyedpeas.com em 11 de janeiro de 2011, desmentindo os rumores de que "Whenever" e "The Best One Yet (The Boy)" seriam os próximos singles. O vídeo da música foi lançado no dia 16 de março de 2011 e foi filmado em Tóquio, uma semana antes do terremoto e do tsunami que atingiram a cidade. O vídeo foi dirigido por Ben Mor e o clipe, dedicado às famílias que sofreram na catástrofe, também traz uma mensagem de apoio no início.
Em 17 de março, The Black Eyed Peas apareceu no "American Idol" cantando "Just Can't Get Enough". will.i.am disse no início da canção que a música foi dedicada a "nossos amigos no Japão".
Em 2 de abril, o grupo apareceu no  24º Kids Choice Awards da Nickelodeon tocando "The Time (Dirty Bit)" e "Just Can't Get Enough". A aparição recebeu críticas muito boas e na mesma noite o grupo ganhou o prêmio de Grupo Musical Favorito.
O  terceiro single foi "Don't Stop the Party" e foi lançado em 10 de maio de 2011. No mesmo dia, um videoclipe para a canção foi lançada no iTunes, juntamente com o single.
O vídeo, que é dirigido por Ben Mor, apresenta imagens ao vivo de palco e os bastidores do grupo durante a The END World Tour no Brasil. O vídeo estreou na Vevo em 12 de maio de 2011.
Em 22 de maio, o grupo apareceu no  Billboard Music Awards 2011 e ganhou uma das quatro nomeações, por Melhor Grupo ou Dupla. Eles também tocaram "Just Can't Get Enough", "The Time (Dirty Bit)", "Boom Boom Pow" e "I Gotta Feeling". O desempenho recebeu boas críticas.
Em 25 de junho, a Ubisoft anunciou que iria desenvolver um jogo de video-game de dança do Black Eyed Peas para Kinect e Wii, que seria, futuramente, intitulado como "The Black Eyed Peas Experience".
Durante um concerto no Alton Towers em Staffordshire no dia 6 de julho de 2011, o Black Eyed Peas anunciou que iriam dar uma pausa após o fim da turnê, assim como foi em 2005 até 2009. will.i.am confirmou depois em seu Twitter, completando que eles não iriam parar de criar.

### 2013-presente: Próximo sétimo álbum de estúdio
Durante uma entrevista com a NRJ, will.i.am falou sobre seu álbum a solo #willpower e também confirmou que o The Black Eyed Peas iniciaria sessões de gravação para o seu sétimo álbum de estúdio em 2013. Em 13 de abril de 2015, The Black Eyed Peas lança nova música com David Guetta, demonstrando um possível retorno aos palcos. Essa música não contou, porém, com participação de Fergie, devido ao fato de a cantora ter estado, na altura, trabalhando em no seu segundo álbum solo, ainda por lançar..
Em junho de 2017, os rumores de que Fergie (que pouco tempo antes havia fundado a sua própria gravadora) estava saindo do grupo foram confirmados pelo próprio Will.i.am, ele justificou essa decisão com o fato de Fergie querer "se concentrar na sua carreira a solo". Horas depois, Will.i.am foi ao Twitter e desmentiu que Fergie havia deixado o grupo, ele também desmentiu que alguém viesse a ocupar o lugar deixado vago por ela, acabando com o boato de que Nicole Scherzinger (amiga de longa data de Will.i.am e vocalista do grupo Pussycat Dolls que já colaborou com o líder dos The Black Eyed Peas, tanto enquanto membra do grupo The Pussycat Dolls como na sua carreira a solo), iria substituir Fergie, e Will.i.am afirmou que Nicole Scherzinger só iria participar no próximo projeto do The Black Eyed Peas e que ninguém iria substituir Fergie.
Em 16 de maio de 2020, em meio a Pandemia de COVID-19, a banda junto da cantora Jessica Reynoso fez uma live de apresentação como parte do projeto da Budweiser.

## Relação com o Brasil
- Todos os membros da banda já afirmaram se identificar com o Brasil tanto pela arte quanto pelas pessoas e pela cultura.
- Em junho de 2006, a banda gravou com o músico brasileiro Sérgio Mendes um remix de Mas Que Nada, para o álbum solo de Sérgio, intitulado  Timeless.
- No Réveillon de 2006/2007, a banda se apresentou para mais de 1 milhão de pessoas no Posto 8 da Praia de Ipanema, no Rio de Janeiro. Foi o último show da Monkey Business Tour e contou com a participação especial de Sérgio Mendes. Foi o maior público para o qual a banda tenha se apresentado e segundo os cantores, um dos mais marcantes de suas vidas.[22][23][24][25]
- Durante a participação da banda no show de abertura da Copa do Mundo FIFA de 2010, realizada na África do Sul, o vocalista will.i.am citou o Brasil por diversas vezes durante as músicas, e ao receber uma bandeira do Brasil vinda da plateia, a flamulou.
- will.i.am citou a cidade do Rio de Janeiro como o melhor lugar do mundo.
- will.i.am gravou o vídeo de I Got It From My Mama em uma praia do Brasil, e também gravou o clipe de Great Times em São Paulo e no Rio de Janeiro.[26]
- Em 2011, will.i.am co-protagonizou o filme Rio, emprestando sua voz ao personagem Pedro.[27]
- Enquanto a The E.N.D World Tour passava por terras brasileiras, a banda gravava parte dos shows e acontecimentos de cada cidade, filmagens que posteriormente foram usadas na confecção do clipe de "Don't Stop The Party".[28]
- Para a trilha sonora do filme Rio, will.i.am gravou Hot Wings (I Wanna Party) com Jamie Foxx e Anne Hathaway.[29]
- will.i.am é proprietário de uma casa na Joatinga, área nobre da Barra da Tijuca, Rio de Janeiro.
- Em 2019 a banda gravou o hit "eXplosion" junto da cantora Anitta e performou no Rock in Rio do mesmo ano.[30]

## Apresentações em Portugal
A estreia do grupo californiano por terras lusas deu-se por ocasião da primeira edição do Rock in Rio Lisboa, em junho de 2004. Eles atuaram depois de Britney Spears nessa edição do festival.
Em novembro de 2005, o grupo atuou no MTV Europe Music Awards, em Lisboa, com seu novo single na altura, "My Humps". Nessa mesma edição, ao receber um dos prêmios da noite e já depois da atuação do BEP, Robbie Williams brincou com o tema do grupo, dizendo para  o duo TA.T.u., que lhe entregou o galardão de Melhor Artista Masculino, "I love your lovely lady lumps" (algo como "adoro as vossas curvas femininas"). Um mês depois, o The Black Eyed Peas deu o seu segundo concerto em Portugal, tendo sido esse o primeirio concerto do grupo no país que não esteve inserido em qualquer festival. O espetáculo ocorreu no mesmo local da edição desse ano do MTV EMA, o Pavilhão Atlântico.
Em maio de 2010, e depois de a seleção portuguesa de futebol ter adotado o mega-êxito "I Gotta Feeling" com seu hino na classificação para o Campeonato Mundial de Futebol da África do Sul, o The Black Eyed Peas fez questão de vir a Portugal agradecer a escolha e homenagear a seleção, atuando no Estádio Nacional do Jamor.
Em maio de 2016, Fergie, atuou como artista a solo, na 7ª edição do Rock in Rio Lisboa. Além de temas da sua carreira a solo e covers de bandas famosas, Fergie cantou também um medley de canções do The Black Eyed Peas.

## Membros
- Will.i.am - vocais, piano, sintetizador, baixo (1995 – presente)
- Apl.de.ap - vocais, bateria (1995-presente)
- Taboo - vocais, DJ, guitarra (1995-presente)

Membros antigos
- Dante Santiago - vocais (1995)
- Kim Hill - vocais (1995-2000)
- Fergie - vocais (2002-2017)

## Discografia
A discografia dos The Black Eyed Peas, é composta por seis álbuns de estúdio. A Interscope Records lançou seu álbum de estreia, Behind the Front, nos Estados Unidos em 30 de junho de 1998. Embora o álbum recebeu quatro estrelas de uma revisão do Allmusic, ele ficou com posições baixas na Billboard 200 nos Estados Unidos e na French Albums Chart, nos números 129 e 149, respectivamente. O segundo álbum da banda, Bridging the Gap, foi lançado em 2000 e atingiu um pico de sessenta e sete nos EUA e alcançou a posição mais alta na Nova Zelândia, com o número dezoito.
Em junho de 2003, a banda lançou seu terceiro álbum, Elephunk, que incluía os singles "Where Is the Love?", o primeiro single internacional número-um da banda, "Shut Up", "Hey Mama" e "Let's Get It Started" (Música do The Sims Urbz).
O quarto álbum, intitulado Monkey Business, foi lançado em 2005 e chegou a número dois nos EUA e número um em muitos países.
O "The Black Eyed Peas" lançaram seu quinto álbum de estúdio, The E.N.D., em junho de 2009. Tornou-se o álbum com maior posição nas paradas dos EUA, atingindo o número um. Os The Black Eyed Peas lançaram o seu sexto álbum de estúdio, The Beginning, em 26 de novembro de 2010. O primeiro double do conjunto, "The Time (The Dirty Bit)", lançado em 9 de novembro de 2010, chegou a número 1 no UK Singles Chart em 12 de dezembro de 2010.
Álbuns de estúdio
- Behind the Front (1998)
- Bridging the Gap (2000)
- Elephunk (2003)
- Monkey Business (2005)
- The E.N.D. (2009)
- The Beginning (2010)
- Masters of the Sun Vol. 1 (2018)
- Translation (2020)
- Elevation (2022)

## Filmografia
- 2005: Be Cool
- 2009: X-Men Origens: Wolverine

## Prêmios e indicações
- 2010: Kids Choice Awards
- 2011: Kids Choice Awards
- 2012: Kids Choice Awards